# Odenwald
Het Odenwald is een Duits middelgebergte, gelegen op de grens tussen de deelstaten Hessen, Beieren en Baden-Württemberg. Het is een grotendeels bebost gebied.

## Ligging
Het Odenwald grenst in het westen aan de Boven-Rijnse Laagvlakte, het landschap op de overgang wordt de Bergstraße genoemd. In het oosten wordt het Odenwald begrensd door de Main en het Bauland, in het noorden door een zijtak van de Boven-Rijnse Laagvlakte bij Darmstadt en in het zuiden door de Kraichgau. Het gebied ten zuiden van de Neckar wordt wel het Kleine Odenwald (Duits: Kleiner Odenwald) genoemd.
Het noorden en westen van het Odenwald vallen onder Hessen, het zuiden onder Baden. Een klein deel in het noordoosten valt onder het Beierse Neder-Franken.

## Geologie
Het Odenwald is net als andere middengebergtes van Duitsland een plek waar door tektonische opheffing oude (Paleozoïsche) sokkel-gesteenten aan het oppervlak liggen. Deze gesteenten zijn gedeformeerd tijdens de Hercynische gebergtevorming rond 330 miljoen jaar geleden. De oorzaak van het vormen van het Hercynische gebergte, dat dwars door Europa liep, was de botsing van de oercontinenten Gondwana en Laurazië.
In het Trias (rond 200 miljoen jaar geleden) daalde de bodem weer en werd het zogenaamde Germaanse bekken gevormd, waar zich dikke lagen rode zandsteen afzetten (Buntsandstein). De daling zette door tot een ondiepe binnenzee ontstaan was, waar eerst kalksteen (Muschelkalk) afgezet werd, daarna lagen uit de Keupertijd. Deze gesteenten vormen de ondergrond van het Zuid-Duitse Schichtstufenland.
Nadat rond 180 miljoen jaar geleden de aardkorst weer omhoog begon te bewegen werden al deze gesteenten weer gedeeltelijk tot op de Hercynische sokkel weggeërodeerd. In het westen dagzomen daarom op veel plaatsen deze oudere gesteenten, in het westen liggen vaak nog de rode zandsteenlagen eroverheen. Nog westelijker, in het Bauland, zijn ook de kalksteenlagen uit het Muschelkalk nog te vinden.
Rond 60 tot 50 miljoen jaar geleden begon in het westen de Boven-Rijnslenk te ontstaan, een grote slenk in de aardkorst. Tegelijkertijd vond langs deze slenk en zijn zijstructuren een fase van vulkanisme plaats. In het Odenwald zijn bijvoorbeeld de Otzberg en de Katzenbuckel nog restanten van oude vulkanen. De riviertjes Gersprenz en Weschnitz stromen langs geologische breukzones. Bij het vormen van de Rijngraben werd het Odenwald juist omhoog bewogen.
De Rijnslenk is een deel van een grote zwaktezone in de Europese plaat, die van het Rhônedal tot aan de Noordzee loopt. De bodem in de Rijnslenk daalt nog steeds met een millimeter per jaar, de slenk is inmiddels 2,5 km diep, maar bijna geheel opgevuld met in de loop van miljoenen jaren aangevoerd sediment.

## Geschiedenis

### Historische feiten
- Ongeveer 2500 v.Chr.: Sporen van de eerste bandkeramische nederzettingen in de dalen van de Gersprenz en Neckar, aan de rand van het Odenwald.
- Ongeveer 400 v.Chr.: Kelten (Galliërs) bewonen bijna heel Zuid-Duitsland. Het Odenwald wordt door oerbos bedekt en is tot aan de randen onbewoond gebied. Rond deze tijd worden de Kelten door Germaanse stammen naar het westen, tot over de Rijn, verdreven.
- Rond 100: de Romeinse keizer Traianus (keizer van 98 - 117) laat de grens van het Romeinse gebied ten oosten van de Rijn versterken door de zogenaamde Neckar-Odenwald-limes aan te leggen. Delen van het Odenwald komen daarmee binnen de Romeinse grenzen te liggen, in de provincie Germania Superior.
- Rond 159: de limes wordt ongeveer 30 km naar het oosten verlegd, de nieuwe grens wordt de Rhaetische limes genoemd en beschermt de provincies Germania Superior en Rhaetia.
- 260: geleidelijke afname van de Romeinse macht. De Alamannen ondernamen vanaf 210 regelmatig plundertochten op Romeins gebied, om uiteindelijk het gebied tussen Rijn en Neckar geheel in te nemen. In de 4e eeuw kwamen uit het noorden de Franken.
- 5e eeuw: de Frankische koning Clovis deelt het land in in gouwen.
- 7e en 8e eeuw: De bevolking van het gebied wordt geleidelijk bekeerd tot het christendom, vooral door Ierse en Schotse monniken zoals Pirminius en Bonifatius. In tegenstelling tot het Bauland, met zijn vruchtbare bodem, was in deze tijd het Odenwald nog vrijwel onbewoond.
- 9e eeuw: rond deze tijd wordt ook het Odenwald gekoloniseerd.

### Naam
De herkomst van de naam Odenwald is onduidelijk, er zijn verschillende theorieën:
- De naam zou komen van Odins woud. Het probleem is dat deze Germaanse godheid in Zuid-Duitsland Wotan genoemd werd. Desondanks ligt er 80 km ten westen van het Odenwald, in het Nordpfälzer Bergland, een plaatsje Odenbach dat in de middeleeuwen nog Odinbach heette.
- Een andere mogelijkheid is dat het een afleiding is van de Romeinse regio Civitas Auderiensium, die onder andere het noorden van het Odenwald bestreek, en naar een hypothetische stam (Auderiensii) genoemd kan zijn.
- Het kan een afleiding zijn van de naam van de Euterbach. De vraag is dan waar de naam van dit riviertje vandaan komt.
- Het kan komen van het woord öde, dat zoiets als leeg, onbewoond gebied kan betekenen.
- Het kan afkomstig zijn van odem, oftewel adem, wat wind betekenen kan. Vroeger werden winden wel als de adem van goden gezien.

### Legende
In het Nibelungenlied wordt de drakendoder Siegfried tijdens een jachtpartij in het Odenwald door Hagen van Tronje vermoord. Omdat de sage geen precieze locatie vermeldt, zijn er diverse plaatsen, vooral in het Hessische gedeelte van het Odenwald, die zich de Mordstätte Siegfrieds noemen.

## Topografie

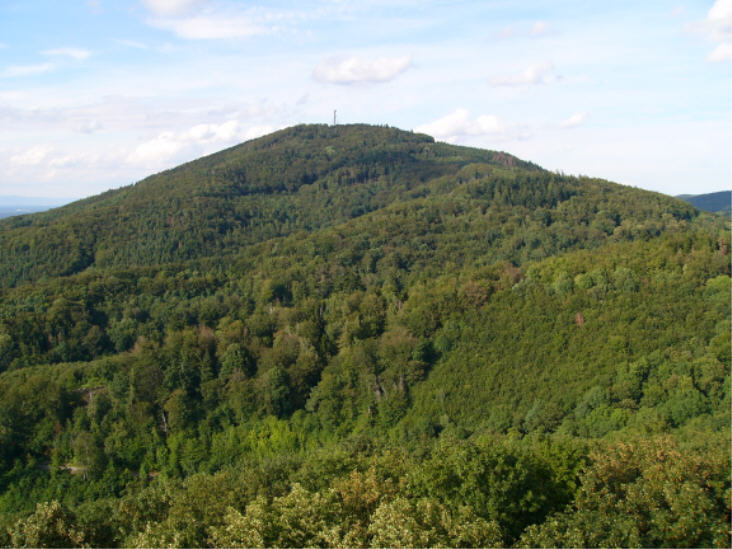
Melibokus

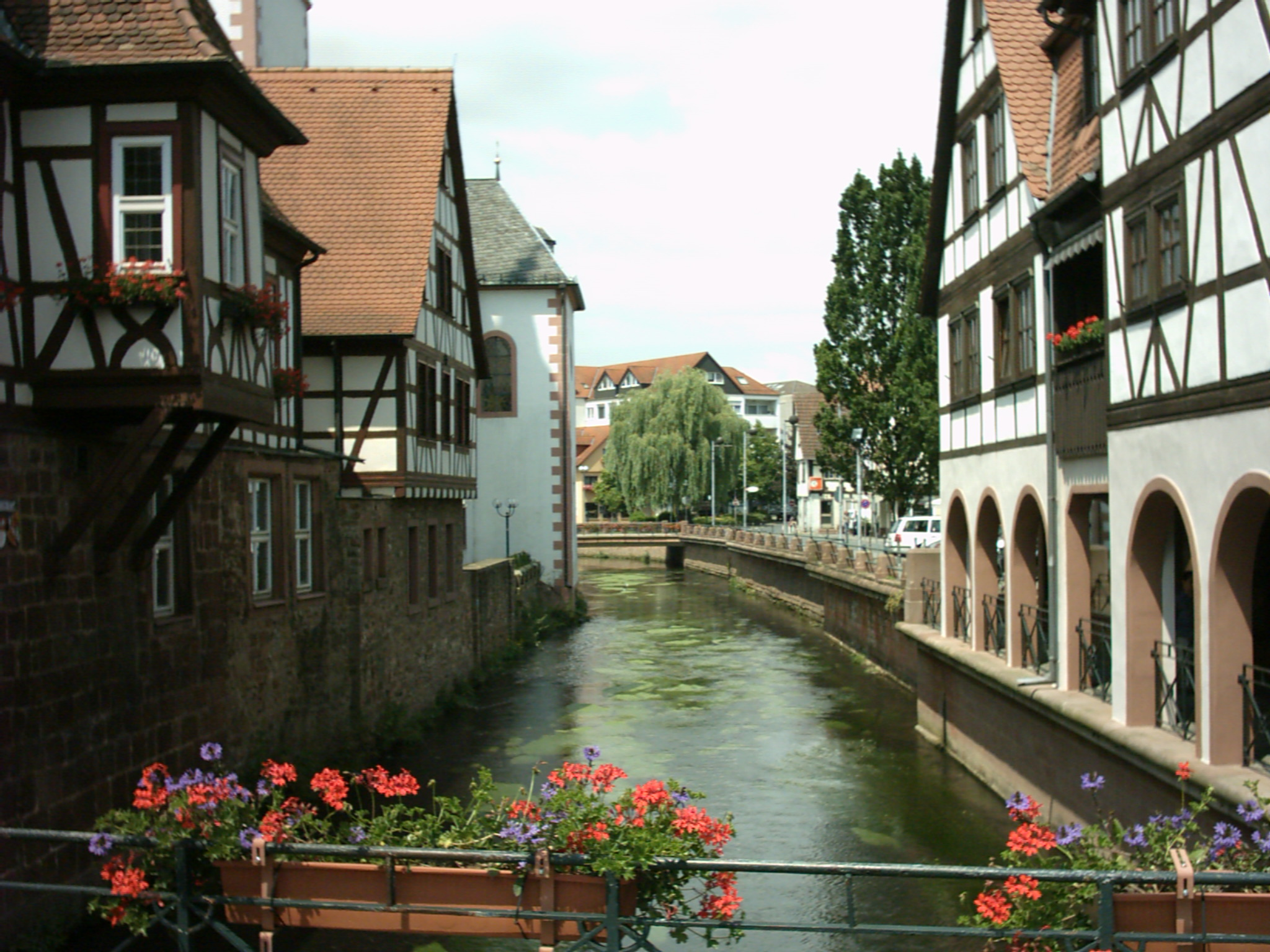
Erbach

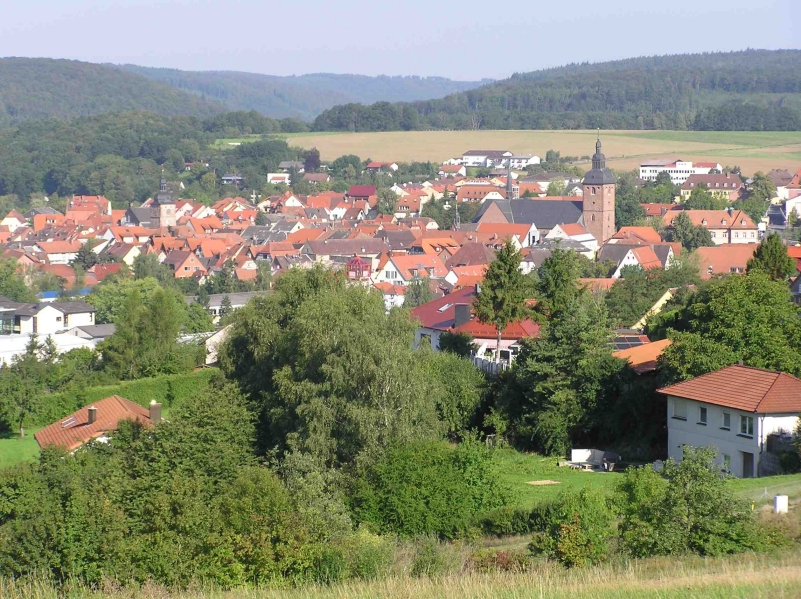
Buchen

### Bergen
- Katzenbuckel (626 m; uitzichttoren), Neckar-Odenwald-Kreis, Baden-Württemberg
- Neunkircher Höhe (605 m), Kreis Bergstraße, Hessen
- Hardberg (593 m), Kreis Bergstraße, Hessen
- Stiefelhöhe (589 m), Grens Hessen/Baden-Württemberg
- Tromm (577 m; uitzichttoren), Kreis Bergstraße, Hessen
- Krehberg (576 m), Kreis Bergstraße, Hessen
- Königstuhl (567,8 m; sterrenwacht, kabeltreintje), Stadt Heidelberg, Baden-Württemberg
- Kinzert (553 m), Neckar-Odenwald-Kreis, Baden-Württemberg
- Weißer Stein (550 m; uitzichttoren), Rhein-Neckar-Kreis, Baden-Württemberg
- Hohe Warte (548 m), Rhein-Neckar-Kreis, Baden-Württemberg
- Spessartskopf (547 m), Kreis Bergstraße, Hessen
- Falkenberg (546 m), Odenwaldkreis, Hessen
- Walzknopf (538 m), Kreis Bergstraße, Hessen
- Wagenberg (535 m), Kreis Bergstraße, Hessen
- Eichelberg (526 m; uitzichttoren), Rhein-Neckar-Kreis, Baden-Württemberg
- Krähberg (520 m), Odenwaldkreis, Hessen
- Melibokus (517,40 m), Kreis Bergstraße, Hessen
- Morsberg (517 m), Odenwaldkreis, Hessen
- Felsberg (514 m; met een helling bezaaid met stenen), Kreis Bergstraße, Hessen
- Daumberg (461,7 m), Gorxheimertal - Trösel, Kreis Bergstraße, Hessen
- Heiligenberg (445 m), Stadt Heidelberg, Baden-Württemberg
- Otzberg (367 m; met Veste Otzberg), Kreis Darmstadt-Dieburg, Hessen
- Auerberg (339,70 m; met Schloss Auerbach), Kreis Bergstraße, Hessen
- Breuberg (306 m; mit Burg Breuberg), Odenwaldkreis, Hessen

### Wateren
De langste van de rivieren die in het Odenwald ontspringen zijn:
- Steinach, zijrivier van de Neckar
- Weschnitz, zijrivier van de Rijn
- Mümling, zijrivier van de Main
- Gersprenz, zijrivier van de Main
- Elz (ook wel Elzbach), zijrivier van de Neckar
- Modau, zijrivier van de Rijn
- Mud (ook wel Mudau), zijrivier van de Main
- Ulfenbach, zijrivier van de Neckar
- Finkenbach, zijrivier van de Neckar

Enkele meertjes zijn:
- Marbach-stuwmeer
- Eutersee

### Staatkundige indeling
Landkreisen (met kreissteden) in het Odenwald zijn:
- Kreis Bergstraße (Heppenheim)
- Landkreis Darmstadt-Dieburg (Darmstadt-Kranichstein)
- Main-Tauber-Kreis (Tauberbischofsheim)
- Landkreis Miltenberg (Miltenberg)
- Neckar-Odenwald-Kreis (Mosbach)
- Odenwaldkreis (Erbach)
- Rhein-Neckar-Kreis (Heidelberg)

Darmstadt en Heidelberg zijn vrije steden.

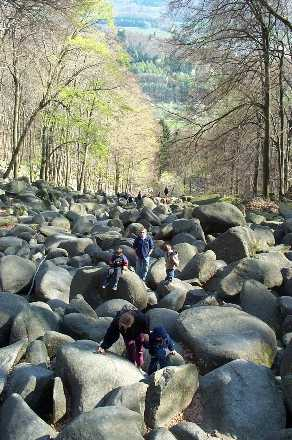
Merkwaardige helling bezaaid met grote keien in het Lautertal.

## Bezienswaardigheden en toerisme
Toerisme in het Odenwald beperkt zich voornamelijk tot wandelen. Het wandelwegennet door het Odenwald heeft in totaal zo'n 10.000 km lengte. Door het grote aantal goede wegen is het ook een geliefd toevluchtoord van motorfietsers.
In het Odenwald zelf zijn vaak bezochte plekken (meestal als dagje uit):
- Onder de 514 meter hoge Felsberg en ten noorden van Lautertal-Reichenbach bevindt zich een bizarre helling bezaaid met grote stenen.
- In Buchen werd in 1971 een van de belangrijkste druipsteengrotten van Duitsland ontdekt. De grot is voor bezoekers toegankelijk.
- Op de Katzenbuckel is een wandeling (Kristall-Lehrpfad) aangelegd met informatieborden over de vulkanische ontwikkeling van het gebied.
- In het Mumlingtal is bij een oude groeve een klimwand aangelegd.